# Emma Augier de Moussac
Emma Augier de Moussac [ema óžijé d'musak] (* 9. dubna 1990, Neuilly sur Seine, Francie) je parkurová jezdkyně, která pochází ze smíšeného česko-francouzského manželství. Má české i francouzské občanství a závodí za Českou republiku.
V parkuru nejvyšší obtížnosti (Grand Prix) závodila již její matka Catherine Sladek, která byla její první trenérkou. Blízký vztah ke koním měla i rodina jejího otce, šlechtický rod Augier de Moussac. S jezdeckou kariérou začala v šesti letech, kdy absolvovala svůj první celonárodní parkur ve skocích kategorie pony. V 11 letech startovala v téže kategorii (ještě za Francii) na mezinárodních závodech, kde skončila na jedenáctém místě. V roce 2007 byla jedinou jezdkyní ve Světovém poháru v parkurovém skákání v Lipsku: ve svých 17 letech se v tomto obtížném závodě umístila na devátém místě. Úspěšný byl pro ni rok 2014: dvakrát zvítězila na Toscana Tour v Arezzu, první cenu si odvezla i z Poháru národů v Budapešti.  Od roku 2014 žije v Nizozemsku. V roce 2017 začala závodit na koni Diva. V následujícím roce s ní vyhrála CSI4* Grand Prix v Poznani a umístila se jako druhá na CSI3* Grand Prix v Mannheimu. Diva získala ocenění Kůň roku 2018, udělované Českou jezdeckou federací.